# イェフィム・ゴリシェフ
イェフィーム・ゴールィシェフ（ロシア語: Ефи́м Го́лышев ; Yefim Golishev, 1897年9月8日 – 1970年9月25日）は、ウクライナ出身の画家・作曲家。もっぱら西欧で活動した。名のラテン文字転写については Efim とする例があり、姓の転記については、ロシア語の読みに従った Golyscheff あるいは Golyschev という綴りや、ウクライナ語の読みに基づく Golishiff という綴りもある。

## 略歴
神童ヴァイオリニストとして名を揚げ、ベルリン・シュテルン音楽院からレーガー賞を授与された後、ダダイスム集団「グループ11月（ドイツ語: Novembergruppe）」の旗揚げ時に同人として参加。「反芸術」作品を描くかたわら、台所用品や、数々の新発明の楽器のための作曲を手懸ける。1933年にナチスから逃れざるを得ず、さしあたってポルトガルに、次いでバルセロナに移り1938年まで化学者として働いた。第2次世界大戦中はフランスに過ごし、投獄されるか逃亡するかのどちらかだったらしい。1956年から1966年までサンパウロに過ごし、ブラジルの「新音楽（ポルトガル語: Música Nova）」の作曲家に影響を与えた。1970年にパリにて他界。

## 作風
ゴリシェフは、唯一つ現存する作品である《弦楽三重奏曲》によって、作曲家として名を遺している。この作品は「12音の音楽（ドイツ語: Zwölftondauer-musik）」との副題付きで1925年にベルリンで出版されたが、作曲されたのはおそらく1914年まで遡る。12の異なる音の集合体を活用しており、第1小節では後に十二音技法やセリー技法として知られることになったゴリシェフ独特の十二音技法を駆使した最初期の作品となっている。また、戦後のメシアンの作風を予告する部分もみられる。
《弦楽三重奏曲「12音の音楽」》は、以下の5楽章に分けられる。それぞれの楽章は、デュナーミクを題名に掲げている。ただし終楽章の強弱は、演奏者の裁定に委ねられている。
1. メゾフォルテ（ラルゴ） Mezzo-forte (Largo)
2. フォルティッシモ（アレグロ） Fortissimo (Allegro)
3. ピアノ（アンダンテ） Piano (Andante)
4. ピアニッシモ（アレグレット） Pianissimo (Allegretto)
5. （アダージョ）  (Adagio)

《弦楽三重奏曲》以外に少なくとも次のような作品があったが、いずれも失われている。
- オペラ（2曲）
- フセヴォロド・プドフキンの失われた映像作品『イグデンブ、偉大なる狩人』のための映画音楽
- 弦楽四重奏曲（1曲）

## 参考資料
- Gojowy, Detlef, and Kolesnikov, Andrey Yur'evich (2001). "Yefim Golïshev". In Root, Deane L. (ed.). The New Grove Dictionary of Music and Musicians (英語). Oxford University Press. {{cite encyclopedia}}: |access-date=を指定する場合、|url=も指定してください。 (説明)
- Kholopov, Y. N. 1983. Кто изобрёл 12-тоновую технику? (Kto izobrel 12-tonovuyu tekhniku, "Who invented the 12-tone technique?"), Проблемы истории австро-немецкой музыки. Первая треть XX века. Сб. трудов Института им. Гнесиных М.
- Roberts, Peter Deane. 2002. Yefim Golyschev, in Music of the Twentieth-century Avant-garde: A Biocritical Sourcebook, edited by Larry Sitsky and Jonathan D. Kramer, pp. 173–176. Greenwood Publishing Group. ISBN 0313296898, 9780313296895